# Pseudacaromenes alfkeni
Pseudacaromenes alfkeni är en stekelart som först beskrevs av Adolpho Ducke 1904.  Pseudacaromenes alfkeni ingår i släktet Pseudacaromenes och familjen Eumenidae. Inga underarter finns listade i Catalogue of Life.